# Powstanie chłopskie w Chorwacji
Powstanie chłopskie w Chorwacji – antyfeudalne powstanie chłopskie pod wodzą Matiji Gubca i Iliji Gregoricia mające miejsce w 1573 w Chorwacji.
Dnia 29 stycznia 1573 w okolicach Zagrzebia, doszło do wybuchu antyfeudalnego powstania, na którego czele stanął Matija Gubec, obwołany przez powstańców królem chłopskim. Powodem wybuchu chłopskiej rebelii były nadużycia feudałów. Grupy chłopów napadały na dwory i zamki, rabując je i paląc. Po zajęciu Stubicy, powstańcy mianowali miasto swoją stolicą. Przeciw powstańcom ban Chorwacji Juraj II Drašković wysłał 5000 oddział jazdy dowodzony przez Gašpara Alapicia. W czasie powstania doszło do dwóch bitew, które chłopi przegrali.
Pierwsza zwana bitwą o Krško miała miejsce 5 lutego 1573, a do drugiej doszło kilka dni później. W pierwszej poległo ponad 300 chłopów, a w drugiej, w liczącej około 10000 ludzi armii chłopskiej, było aż 4000 zabitych. Wódz powstania został schwytany i zabity, a powstanie chłopskie upadło.